# 钝叶猪毛菜
钝叶猪毛菜（学名：Salsola heptapotamica）为藜科猪毛菜属下的一个种。

## 扩展阅读
- 維基物種上的相關：钝叶猪毛菜